# Lista över svenska fögderier
Detta är en lista som visar Sveriges indelning i fögderier enligt Kungl. Maj:ts kungörelse (1973:796) om rikets indelning i fögderier, utfärdad den 12 oktober 1973. Denna kungörelse upphävdes den 1 januari 1991 då Sveriges indelning i fögderier upphörde. Den lokala skattemyndighetens stationeringsort framgår av fögderiets namn, om annat ej anges.

## Stockholms län
- Danderyds fögderi
- Handens fögderi
- Huddinge fögderi
- Jakobsbergs fögderi
- Lidingö fögderi
- Nacka fögderi
- Norrtälje fögderi
- Sollentuna fögderi
- Solna fögderi
- Stockholms fögderi
- Södertälje fögderi
- Täby fögderi

## Uppsala län
- Enköpings fögderi
- Tierps fögderi
- Uppsala fögderi

## Södermanlands län
- Eskilstuna fögderi
- Katrineholms fögderi
- Nyköpings fögderi
- Strängnäs fögderi

## Östergötlands län
- Linköpings fögderi
- Mjölby fögderi
- Motala fögderi
- Norrköpings fögderi

## Jönköpings län
- Eksjö fögderi
- Jönköpings fögderi
- Reftele fögderi
- Tranås fögderi
- Vetlanda fögderi
- Värnamo fögderi

## Kronobergs län
- Ljungby fögderi
- Växjö fögderi

## Kalmar län
- Borgholms fögderi
- Kalmar fögderi
- Oskarshamn fögderi
- Vimmerby fögderi
- Västerviks fögderi

## Gotlands län
- Visby fögderi

## Blekinge län
- Karlshamns fögderi
- Karlskrona fögderi
- Ronneby fögderi

## Kristianstads län
Se även Skånes fögderier.
- Hässleholms fögderi
- Klippans fögderi
- Kristianstads fögderi
- Simrishamns fögderi
- Ängelholms fögderi

## Malmöhus län
Se även Skånes fögderier.
- Eslövs fögderi
- Helsingborgs fögderi
- Landskrona fögderi
- Lunds fögderi
- Malmö fögderi
- Trelleborgs fögderi
- Ystads fögderi

## Hallands län
- Falkenbergs fögderi
- Halmstads fögderi
- Kungsbacka fögderi
- Varbergs fögderi

## Göteborgs och Bohus län
- Göteborgs fögderi
- Kungälvs fögderi
- Munkedals fögderi
- Mölndals fögderi
- Strömstads fögderi
- Uddevalla fögderi

## Älvsborgs län
- Ale-Vättle fögderi
- Alingsås fögderi
- Borås fögderi
- Trollhättans fögderi
- Ulricehamns fögderi
- Vänersborgs fögderi
- Åmåls fögderi

## Skaraborgs län
- Falköpings fögderi
- Lidköpings fögderi
- Mariestads fögderi
- Skara fögderi
- Skövde fögderi
- Tidaholms fögderi

## Värmlands län
- Arvika fögderi
- Filipstads fögderi
- Hagfors fögderi
- Karlstads fögderi
- Kristinehamns fögderi
- Sunne fögderi
- Säffle fögderi

## Örebro län
- Hallsbergs fögderi
- Karlskoga fögderi
- Lindesbergs fögderi
- Örebro fögderi

## Västmanlands län
- Fagersta fögderi
- Köpings fögderi
- Sala fögderi
- Västerås fögderi

## Kopparbergs län
- Avesta fögderi
- Borlänge fögderi
- Falu fögderi
- Ludvika fögderi
- Mora fögderi

## Gävleborgs län
- Bollnäs fögderi
- Gävle fögderi
- Hudiksvalls fögderi
- Ljusdals fögderi
- Sandvikens fögderi
- Söderhamns fögderi

## Västernorrlands län
- Härnösands fögderi
- Kramfors fögderi
- Sollefteå fögderi
- Sundsvalls fögderi
- Örnsköldsviks fögderi

## Jämtlands län
- Östersunds fögderi

## Västerbottens län
- Lycksele fögderi
- Skellefteå fögderi
- Umeå fögderi
- Vilhelmina fögderi

## Norrbottens län
- Arvidsjaurs fögderi
- Bodens fögderi
- Gällivare fögderi
- Haparanda fögderi
- Kalix fögderi
- Kiruna fögderi
- Luleå fögderi
- Piteå fögderi